# Gryfino (xã)
Gryfino là một xã ở Gryfino, tỉnh Tây Pomeran (Zachodniopomorskie), ở phía tây bắc Ba Lan, có đường biên giới với Đức. Thủ phủ của nó là thị trấn Gryfino, nằm cách thủ phủ khu vực Szczecin khoảng 20 kilômét (12 mi) về phía nam.
Gmina có diện tích là 253,62 kilômét vuông (97,9 dặm vuông Anh), và tính đến năm 2006, tổng dân số của nó là 31.284 (trong đó tính riêng dân số Gryfino đã lên tới 21.478, và dân số của vùng nông thôn là 9.806).
Gmina chứa một phần các khu vực rừng phòng hộ nằm trong Công viên Cảnh quan Szczecin và Công viên Cảnh quan Thung lũng Lower Odra.

## Làng và khu định cư
Ngoài thị trấn Gryfino, Gmina Gryfino chứa các làng và các khu định cư khác như Bartkowo, Borzym, Chlebowo, Chwarstnica, Ciosna, Czepino, Daleszewo, Dębce, Dołgie, Drzenin, Gajki, Gardno, Krajnik, Krzypnica, Łubnica, Mielenko Gryfińskie, Nowe Brynki, Nowe Czarnowo, Osuch, Parsówek, Pastuszka, Pniewo, Raczki, Radziszewo, Skrzynice, Sobiemyśl, Sobieradz, Śremsko, Stare Brynki, Steklinko, Steklno, Szczawno, Wełtyń, Wirów, Wirówek, Włodkowice, Wysoka Gryfińska, Żabnica, Zaborze, Żórawie và Żórawki.

## Xã lân cận
Xã Gryfino giáp với thành phố Szczecin và các xã Banie, Bielice, Kołbaskowo, Stare Czarnowo và Widuchowa. Nó cũng giáp Đức.

## Công nghiệp
- Nhà máy điện Dolna Odra